# Olga Pewny

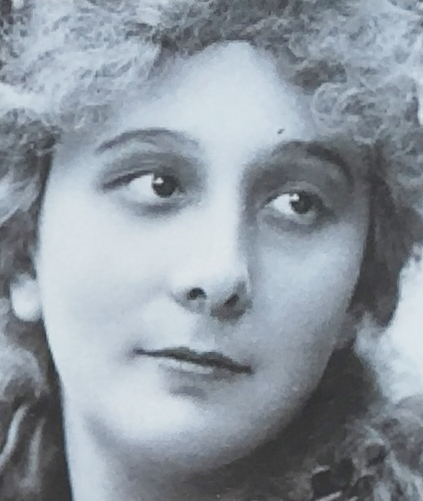
Olga Pewny

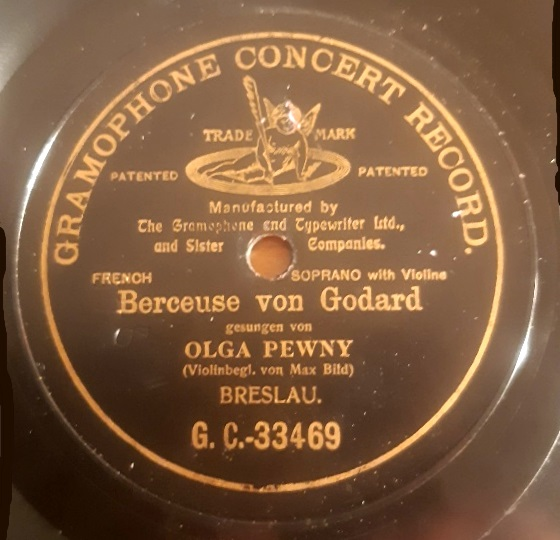
Schallplatte von Olga Pewny (Breslau 1904)

Olga Pewny (28. Juli 1872 in Pancsova, Österreich-Ungarn – nach 1940) war eine ungarische Opernsängerin des Stimmfaches Sopran. Sie gehörte einige Jahre dem Ensemble der Metropolitan Opera in New York an, war in Darmstadt und Breslau engagiert und gastierte in Frankfurt am Main, Mannheim, Stuttgart und Wiesbaden sowie bei den Bayreuther Festspielen. Ihr Verbleib nach 1940 ist ungeklärt.

## Leben und Werk
Olga Pewny besuchte das Raff’sche Konservatorium in Frankfurt am Main, ihre wichtigste Lehrerin war jedoch ihre ältere Schwester, Irene Pewny (1866–1916). Sie debütierte 1890 am Opernhaus Leipzig, als Pamina in Mozarts Zauberflöte, und ging dann für weitere Studien bei Jacques Bouhy nach Paris. 1893 wurde sie an die Metropolitan Opera in New York engagiert. Sie reiste mit ihrer Schwester Irene nach Amerika, debütierte als Venus in Wagners Tannhäuser  und blieb vorerst zwei Spielzeiten an der Met verpflichtet. Währenddessen übernahm ihre Schwester Engagements als Konzertsängerin. 1895 kehrten die Schwestern nach Deutschland zurück und nahmen getrennt voneinander Festengagements an – Irene am Stadttheater Stettin und Olga am Hoftheater Darmstadt. Auch in Darmstadt debütierte Olga Pewny in Wagners Tannhäuser, nun als Elisabeth. 1896 gastierte die Sängerin in Stuttgart und Mannheim, 1898 in Wiesbaden und Frankfurt am Main sowie erneut in Stuttgart und Mannheim. Danach kehrte sie wiederum für zwei Spielzeiten an die Met zurück. Auch in New York übernahm sie die Tannhäuser-Elisabeth, in Manhattan war sie auch als Marzelline und als Jungfer Anne zu sehen und zu hören sowie in zahlreichen kleineren Rollen an allen vier Abenden des Ring des Nibelungen von Richard Wagner.
Von 1900 bis 1904 zählte sie zum Ensemble des Breslauer Stadttheaters. Im Sommer 1902 wurde Olga Pewny zu den Bayreuther Festspielen eingeladen. Sie übernahm dort die Freia im Rheingold, die Ortlinde in der Walküre und zwei kleinere Rollen im Parsifal. Sie war auch eine gefragte Konzertsopranistin und sang das Sopransolo in Beethovens Neunter sowohl in Deutschland als auch in Nordamerika. Sie war in der Legende von der heiligen Elisabeth von Franz Liszt zu hören und in einer Reihe weiterer Chor-Orchesterwerke. In den Vereinigten Staaten sang sie unter dem Dirigat von Walter Damrosch, Emil Paur und Anton Seidl.
1904 heiratete sie den Breslauer Rechtsanwalt Jacques Schaefer und gab ihre Bühnenlaufbahn auf. Sie wirkte in den Folgejahren als Gesangspädagogin. Ab 1933 war sie aufgrund ihrer jüdischen Herkunft massiv gefährdet. Ihr Ehemann starb im Februar 1937. Ihr Name scheint in der „Liste der aus der Reichsmusikkammer ausgeschlossenen Juden, jüdischen Mischlingen und jüdisch Versippten“ auf, obwohl sie ihre Karriere schon beinahe dreißig Jahre vor Amtsantritt der Nationalsozialisten beendet hatte. Sie wurde auch im Band 2 des Lexikons der Juden in der Musik, herausgegeben im Auftrag der Reichsleitung der NSDAP im Jahr 1940, erwähnt. Laut Kutsch/Riemens lebte die Sängerin 1940 „(wahrscheinlich) noch in Breslau“.
Ihr weiterer Lebensweg nach 1940 ist unbekannt.

## Rang
Ludwig Eisenberg charakterisiert das Wirken der Künstlerin wie folgt:

„Ihr prächtiger, technisch mustergültiger Gesang ist von reiner schlichter Empfindung durchweht. Sie entledigt sich ihrer Aufgaben mit Geist und Anmut und zugleich mit klarer beseelter Stimme. Auch werden - erklärt die Kritik - die von ihr verkörperten Figuren weit über das Alltägliche hinausgehoben.“

Eisenberg lobt des Weiteren „ihr jugendfrisches Organ“, die „vortreffliche Schulung“ und die „vornehme Darstellungsweise“, mit welcher Pewny insbesondere in Mozart- und Wagner-Opern „besticht“.

## Repertoire
| Beethoven: - Marzelline in Fidelio Gounod: - Marguerite in Faust Mascagni: - Santuzza in Cavalleria rusticana Mozart: - Unbekannte Rolle in Die Hochzeit des Figaro - Pamina in Die Zauberflöte Nicolai: - Jungfer Anna Reich in Die lustigen Weiber von Windsor | Wagner: - Senta in Der fliegende Holländer - Elisabeth und Venus im Tannhäuser - Elsa in Lohengrin - Freia und Woglinde in Das Rheingold - Ortlinde und Helmwige in Die Walküre - Waldvogel in Siegfried - Gutrune, 3. Norn und Woglinde in Götterdämmerung - 1. Knappe und Soloblumenmädchen in Parsifal Weber: - Agathe in Der Freischütz |

## Tondokumente
- Auf dem Sampler Bayreuther Stimmen 1901–1906 ist Olga Pewny mit der Berceuse Cachés dans cet asile aus der Oper Jocelyn, op. 100 von Benjamin Godard, vertreten.

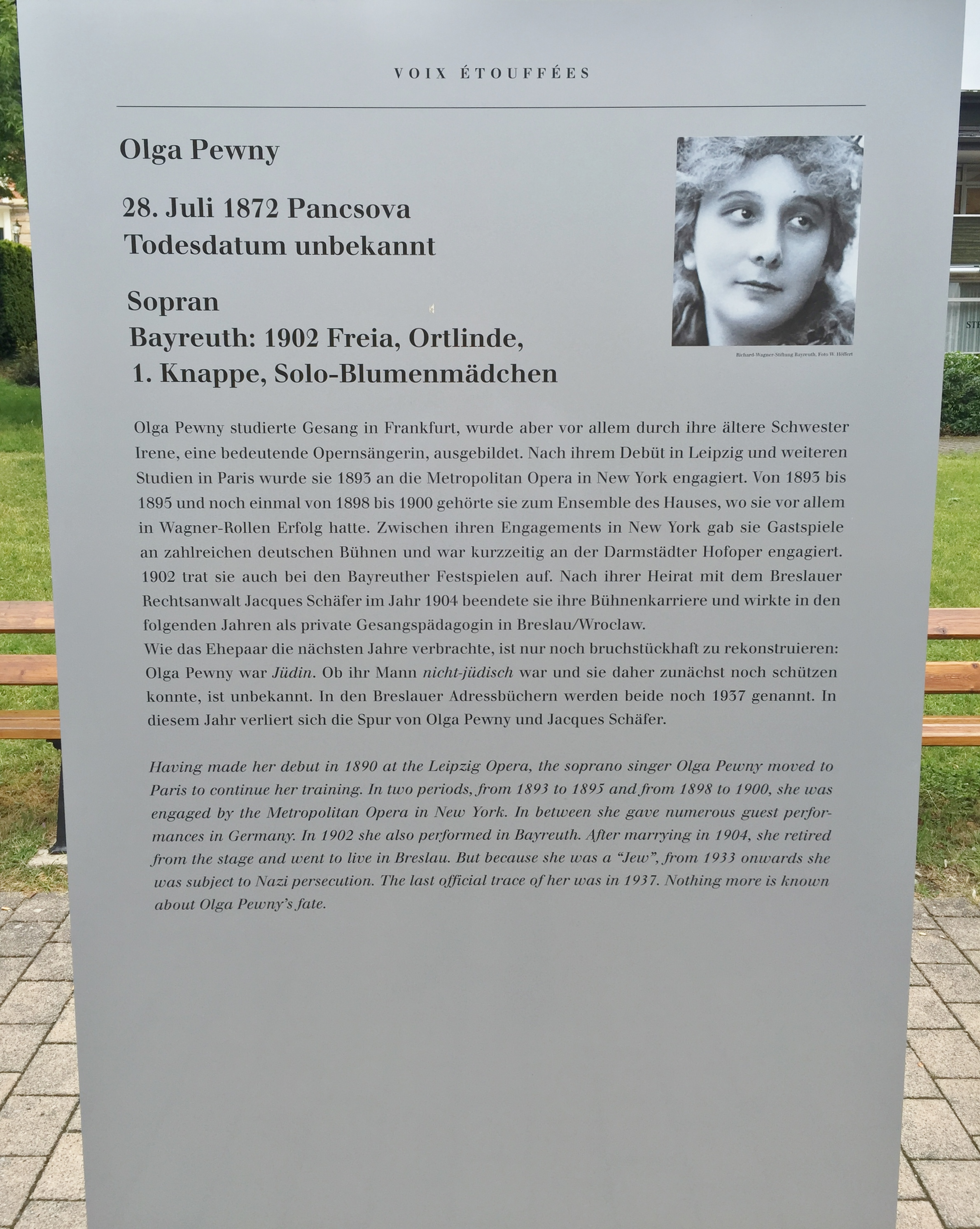
Gedenktafel für Olga Pewny in Bayreuth

## Gedenken
Im Park nahe dem Festspielhaus Bayreuth wurde eine Gedenktafel mit einem Text aus dem Buch Verstummte Stimmen errichtet.